# Morariopsis dumonti
Morariopsis dumonti is een eenoogkreeftjessoort uit de familie van de Canthocamptidae. De wetenschappelijke naam van de soort is voor het eerst geldig gepubliceerd in 2000 door Brancelj.